# هنري ميشيل (سياسي نيوزلندي)
هنري ميشيل (بالإنجليزية: Henry Michel)‏ هو سياسي نيوزلندي، ولد في 1855، وتوفي في 4 مارس 1930.